# Aderus angulalipes
Aderus angulalipes é uma espécie de inseto besouro da família Aderidae. Foi descrita cientificamente por Maurice Pic em 1920.

## Distribuição geográfica
Habita na África do Sul.